# Jake Dunning
Pour les articles homonymes, voir Dunning.
Jake Austin Dunning (né le 12 août 1988 à Fort Stewart, Géorgie, États-Unis) est un lanceur de relève des Ligues majeures de baseball qui a joué avec les Giants de San Francisco en 2013 et 2014.

## Carrière
Joueur des Hoosiers de l'Université de l'Indiana à Bloomington, Jake Dunning est drafté par les Giants de San Francisco au 33e tour de sélection en 2009. Le lanceur de relève droitier fait son entrée dans le baseball majeur avec les Giants le 16 juin 2013 face aux Braves d'Atlanta.